# محمد بن یونس
محمدبن یونس از شاگردان محمد زکریای رازی بوده‌است و رازی در «کتاب الاسرار» ذکر کرده که کتاب را برای محمدبن یونس نوشته‌است و از او به عنوان یکی از شاگردان جوان عالم به ریاضیات و علوم طبیعی و منطقی که بسیار به او خدمت کرده‌است و به گردن او حق دارد، نام برده‌است.